# Nabila Obeid
Pour les articles homonymes, voir Nabila et Obeid.
Nabila Ebeid ou Nabila Obeid ((ar)  نبيلة عبيد ; née le 21 janvier 1945 au Caire) est une actrice égyptienne.

## Biographie
Elle est découverte par le réalisateur égyptien Atef Salem.
Actrice et chanteuse égyptienne qui interpréta le rôle de la mystique Rabia al Adawiyya (femme du VIIIe siècle de l'ère chrétienne), Nabila Ebeid a joué dans de nombreux films à partir de 1960 dont plusieurs grands succès parmi lesquels : Al Rakesa wa al Tabal, Al Rakesa wa al Syasi, Kahwat El Mawardi, Kashef Al Mastour, Al Azraa' wa al Shaar al Abyad… et Al Akhar en 1998.
Elle a décroché le rôle principal dans une série télévisée diffusée lors du ramadan en 2005 dénommée' Al 'Ammah Nour' et a connu un grand succès. Son dernier film, Ma Fish Ghir Kidah, est sorti en 2007.

## Filmographie
Rabaa Al-Adawiya. Film 1963